# Anthemideae
As Antemídeas (Anthemideae) são uma tribo de plantas com flor da subfamília Asteroideae, que faz parte da família Asteraceae. Estão distribuídas por todo o mundo, com concentrações na Ásia Central, na Bacia Mediterrânica e no Sul de África. A maioria das espécies de plantas conhecidas como camomilas pertencem a gêneros desta tribo.

## Gêneros

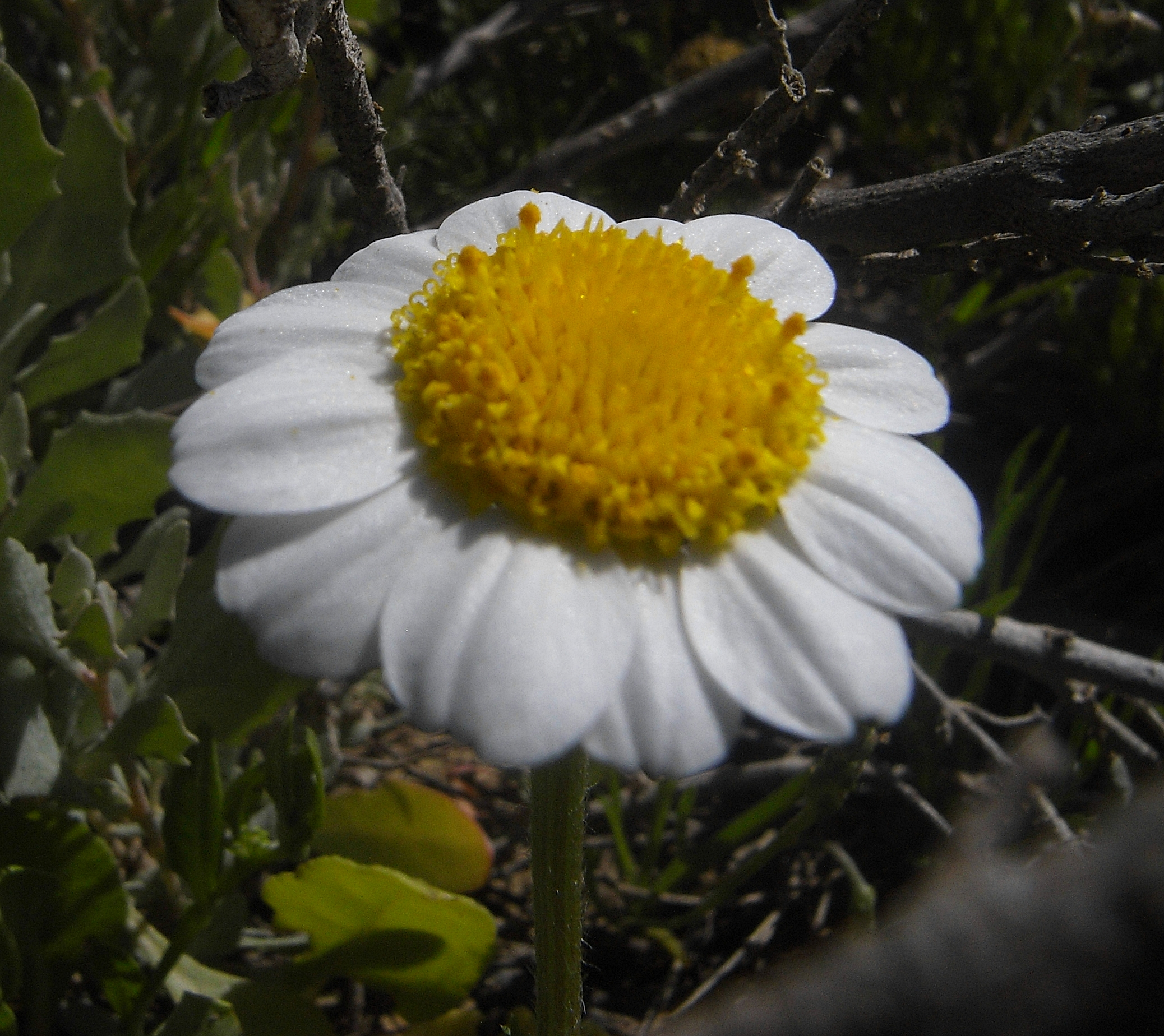
Anthemis maritima

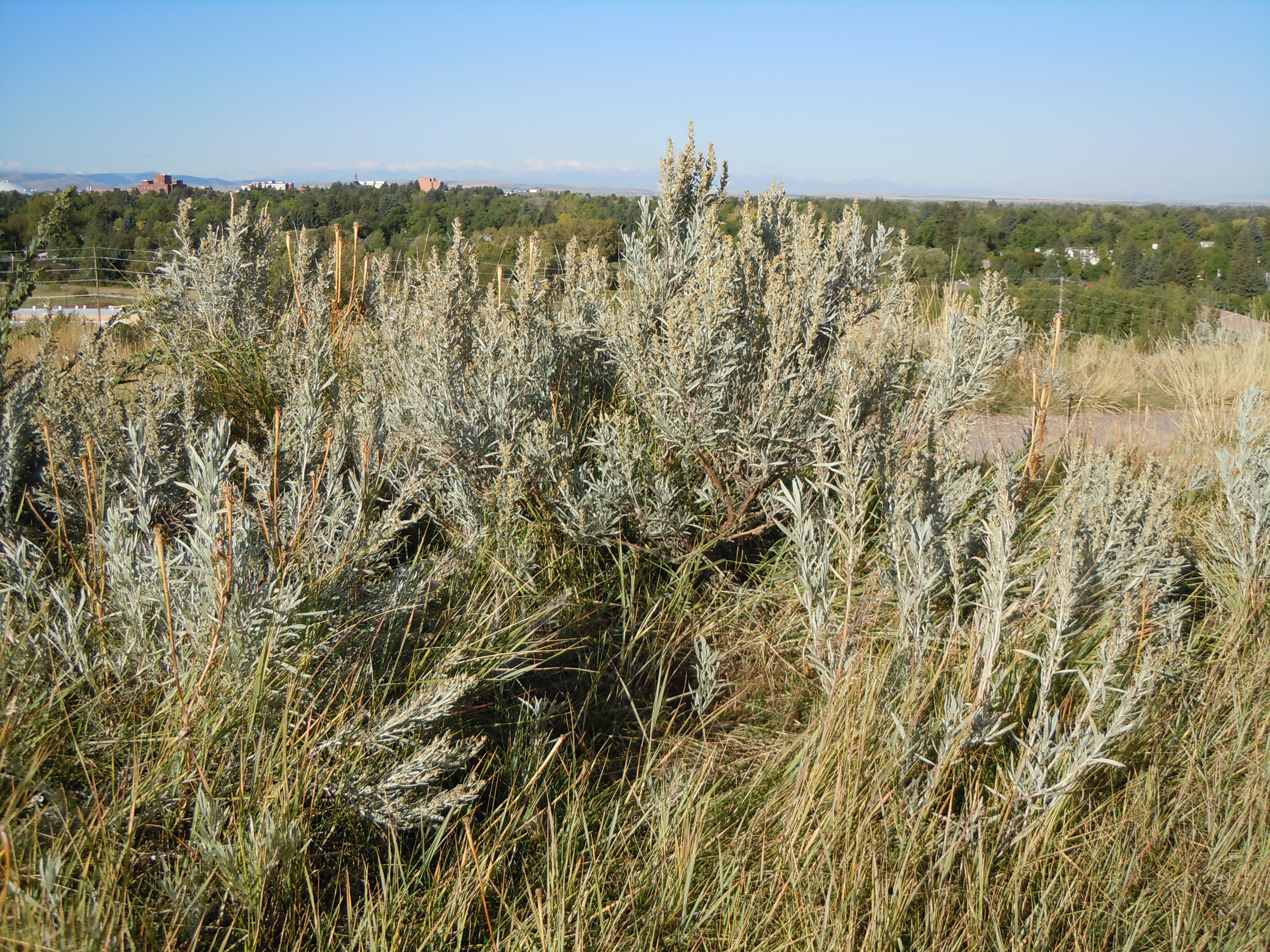
Artemisia cana

Gêneros das Antemídeas reconhecidos pela Global Compositae Database conforme março de 2022:
- × Anthematricaria
- × Anthemimatricaria
- Aaronsohnia Warb. & Eig
- Achillea L.
- Adenanthellum B.Nord.
- Adenoglossa B.Nord.
- Ajania Poljakov
- Ajaniopsis C.Shih
- Allardia Decne.
- Anacyclus L.
- Anthemis Mich. ex L.
- Arctanthemum (Tzvelev) Tzvelev
- Argyranthemum Webb
- Artemisia L.
- Artemisiella Ghafoor
- Athanasia L.
- Bellidiastrum Less.
- Brachanthemum DC.
- Brocchia Vis.
- Cancrinia Kar. & Kir.
- Cancriniella Tzvelev
- Castrilanthemum Vogt & Oberpr.
- Chamaemelum Mill.
- Chamomilla (Hall) Gray
- Chlamydophora Ehrenb. ex Less.
- Chrysanthemum L.
- Chrysanthoglossum B.H.Wilcox, K.Bremer & Humphries
- Cladanthus Cass.
- Coleostephus Cass.
- Cota J.Gay ex Guss.
- Cotula Tourn. ex L.
- Crossostephium Less.
- Cymbopappus B.Nord.
- Daveaua Willk. ex Mariz
- Elachanthemum Y.Ling & Y.R.Ling
- Endopappus Sch.Bip.
- Eriocephalus L.
- Eumorphia DC.
- Filifolium Kitam.
- Foveolina Källersjö
- Glebionis Cass.
- Glossopappus Kunze
- Gonospermum Less.
- Gymnopentzia Benth.
- Handelia Heimerl
- Heliocauta Humphries
- Heteranthemis Schott
- Heteromera Pomel
- Hilliardia B.Nord.
- Hippia L.
- Hippolytia Poljakov
- Hulteniella Tzvelev
- Hymenolepis Cass.
- Hymenostemma (Kunze) Kunze ex Willk.
- Inezia E.Phillips
- Inulanthera Källersjö
- Ismelia Cass.
- Kaschgaria Poljakov
- Lasiospermum Lag.
- Lepidolopha C.Winkl.
- Lepidolopsis Poljakov
- Lepidophorum Neck. ex Cass.
- Leptinella Cass.
- Leucanthemella Tzvelev
- Leucanthemopsis (Giroux) Heywood
- Leucanthemum Mill.
- Leucocyclus Boiss.
- Leucoptera B.Nord.
- Lidbeckia P.J.Bergius
- Lonas Adans.
- Marasmodes DC.
- Mataxa Spreng.
- Matricaria L.
- Mauranthemum Vogt & Oberpr.
- Mausolea Bunge ex Poljakov
- Mecomischus Coss. & Durieu ex Benth. & Hook.f.
- Microcephala Pobed.
- Myxopappus Källersjö
- Nananthea DC.
- Neopallasia Poljakov
- Nipponanthemum (Kitam.) Kitam.
- Nivellea B.H.Wilcox, K.Bremer & Humphries
- Oncosiphon Källersjö
- Opisthopappus C.Shih
- Osmitopsis Cass.
- Otanthus Hoffmanns. & Link
- Otospermum Willk.
- Pentzia Thunb.
- Phaeostigma Muldashev
- Phalacrocarpum (DC.) Willk.
- Phymaspermum Less.
- Picrothamnus Nutt.
- Plagius L'Hér. ex DC.
- Polychrysum (Tzvelev) Kovalevsk.
- Prolongoa Boiss.
- Pseudohandelia Tzvelev
- Rennera Merxm.
- Rhetinolepis Coss.
- Rhodanthemum B.H.Wilcox, K.Bremer & Humphries
- Richteria Kar. & Kir.
- Santolina L.
- Schistostephium Less.
- Sclerorhachis (Rech.f.) Rech.f.
- Soliva Ruiz & Pav.
- Sphaeromeria Nutt.
- Stilpnolepis Krasch.
- Tanacetopsis (Tzvelev) Kovalevsk.
- Tanacetum L.
- Thaminophyllum Harv.
- Trichanthemis Regel & Schmalh.
- Tridactylina (DC.) Sch.Bip.
- Tripleurospermum Sch.Bip.
- Turaniphytum Poljakov
- Tzvelevopyrethrum Kamelin
- Ugamia Pavlov
- Ursinia Gaertn.
- Xylanthemum Tzvelev